# Tricholabus lepidus
Tricholabus lepidus là một loài tò vò trong họ Ichneumonidae.